# Critics' Choice Movie Award voor beste film
De Critics' Choice Movie Award voor beste film (Critics' Choice Movie Award for Best Picture) is een van de Amerikaanse filmprijzen van de Critics' Choice Awards die jaarlijks uitgereikt worden door de Critics Choice Association. De prijs wordt uitgereikt sinds 1996.

## Winnaars en genomineerden

### 1995-1999
- 1995: Sense and Sensibility
- 1996: Fargo
  - Big Night
  - The Crucible
  - The English Patient
  - Evita
  - Hamlet
  - Jerry Maguire
  - Lone Star
  - The People vs. Larry Flynt
  - Shine
- 1997: L.A. Confidential
  - Amistad
  - As Good as It Gets
  - Boogie Nights
  - Donnie Brasco
  - The Full Monty
  - Good Will Hunting
  - Titanic
  - Wag the Dog
  - The Wings of the Dove
- 1998: Saving Private Ryan
  - Elizabeth
  - Gods and Monsters
  - Life Is Beautiful
  - Out of Sight
  - Pleasantville
  - Shakespeare in Love
  - A Simple Plan
  - The Thin Red Line
  - The Truman Show
- 1999: American Beauty
  - Being John Malkovich
  - The Cider House Rules
  - The Green Mile
  - The Insider
  - Magnolia
  - Man on the Moon
  - The Sixth Sense
  - The Talented Mr. Ripley
  - Three Kings

### 2000-2009
- 2000: Gladiator
  - Almost Famous
  - Billy Elliot
  - Cast Away
  - Crouching Tiger, Hidden Dragon
  - Erin Brockovich
  - Quills
  - Thirteen Days
  - Traffic
  - Wonder Boys
  - You Can Count on Me
- 2001: A Beautiful Mind
  - Ali
  - In the Bedroom
  - The Lord of the Rings: The Fellowship of the Ring
  - The Man Who Wasn't There
  - Memento
  - Moulin Rouge!
  - Mulholland Drive
  - The Shipping News
  - Shrek
- 2002: Chicago
  - About Schmidt
  - Adaptation.
  - Catch Me If You Can
  - Far from Heaven
  - Gangs of New York
  - The Hours
  - The Lord of the Rings: The Two Towers
  - The Pianist
  - Road to Perdition
- 2003: The Lord of the Rings: The Return of the King
  - Big Fish
  - Cold Mountain
  - Finding Nemo
  - In America
  - The Last Samurai
  - Lost in Translation
  - Master and Commander: The Far Side of the World
  - Mystic River
  - Seabiscuit
- 2004: Sideways
  - The Aviator
  - Collateral
  - Eternal Sunshine of the Spotless Mind
  - Finding Neverland
  - Hotel Rwanda
  - Kinsey
  - Million Dollar Baby
  - The Phantom of the Opera
  - Ray
- 2005: Brokeback Mountain
  - Capote
  - Cinderella Man
  - The Constant Gardener
  - Crash
  - Good Night, and Good Luck
  - King Kong
  - Memoirs of a Geisha
  - Munich
  - Walk the Line
- 2006: The Departed
  - Babel
  - Blood Diamond
  - Dreamgirls
  - Letters from Iwo Jima
  - Little Children
  - Little Miss Sunshine
  - Notes on a Scandal
  - The Queen
  - United 93
- 2007: No Country for Old Men
  - American Gangster
  - Atonement
  - The Diving Bell and the Butterfly
  - Into the Wild
  - Juno
  - The Kite Runner
  - Michael Clayton
  - Sweeney Todd: The Demon Barber of Fleet Street
  - There Will Be Blood
- 2008: Slumdog Millionaire
  - Changeling
  - The Curious Case of Benjamin Button
  - The Dark Knight
  - Doubt
  - Frost/Nixon
  - Milk
  - The Reader
  - WALL-E
  - The Wrestler
- 2009: The Hurt Locker
  - Avatar
  - An Education
  - Inglourious Basterds
  - Invictus
  - Nine
  - Precious
  - A Serious Man
  - Up
  - Up in the Air

### 2010-2019
- 2010: The Social Network
  - 127 Hours
  - Black Swan
  - The Fighter
  - Inception
  - The King's Speech
  - The Town
  - Toy Story 3
  - True Grit
  - Winter's Bone
- 2011: The Artist
  - The Descendants
  - Drive
  - Extremely Loud & Incredibly Close
  - The Help
  - Hugo
  - Midnight in Paris
  - Moneyball
  - The Tree of Life
  - War Horse
- 2012: Argo
  - Beasts of the Southern Wild
  - Django Unchained
  - Les Misérables
  - Life of Pi
  - Lincoln
  - The Master
  - Moonrise Kingdom
  - Silver Linings Playbook
  - Zero Dark Thirty
- 2013: 12 Years a Slave
  - American Hustle
  - Captain Phillips
  - Dallas Buyers Club
  - Gravity
  - Her
  - Inside Llewyn Davis
  - Nebraska
  - Saving Mr. Banks
  - The Wolf of Wall Street
- 2014: Boyhood
  - Birdman
  - Gone Girl
  - The Grand Budapest Hotel
  - The Imitation Game
  - Nightcrawler
  - Selma
  - The Theory of Everything
  - Unbroken
  - Whiplash
- 2015: Spotlight
  - The Big Short
  - Bridge of Spies
  - Brooklyn
  - Carol
  - Mad Max: Fury Road
  - The Martian
  - The Revenant
  - Room
  - Sicario
  - Star Wars: The Force Awakens
- 2016: La La Land
  - Arrival
  - Fences
  - Hacksaw Ridge
  - Hell or High Water
  - Lion
  - Loving
  - Manchester by the Sea
  - Moonlight
  - Sully
- 2017: The Shape of Water
  - The Big Sick
  - Call Me by Your Name
  - Darkest Hour
  - Dunkirk
  - The Florida Project
  - Get Out
  - Lady Bird
  - The Post
  - Three Billboards Outside Ebbing, Missouri
- 2018: Roma
  - Black Panther
  - BlacKkKlansman
  - The Favourite
  - First Man
  - Green Book
  - If Beale Street Could Talk
  - Mary Poppins Returns
  - A Star Is Born
  - Vice
- 2019: Once Upon a Time in Hollywood
  - 1917
  - Ford v Ferrari
  - The Irishman
  - Jojo Rabbit
  - Joker
  - Little Women
  - Marriage Story
  - Parasite
  - Uncut Gems

### 2020-2029
- 2020: Nomadland
  - Da 5 Bloods
  - Ma Rainey's Black Bottom
  - Mank
  - Minari
  - News of the World
  - One Night in Miami
  - Promising Young Woman
  - Sound of Metal
  - The Trial of the Chicago 7

- 2021: The Power of the Dog
  - Belfast
  - CODA
  - Don't Look Up
  - Dune
  - King Richard
  - Licorice Pizza
  - Nightmare Alley
  - Tick, Tick... Boom!
  - West Side Story

- 2022: Everything Everywhere All at Once
  - Avatar: The Way of Water
  - Babylon
  - The Banshees of Inisherin
  - Elvis
  - The Fabelmans
  - Glass Onion: A Knives Out Mystery
  - RRR
  - Tár
  - Top Gun: Maverick
  - Women Talking

- 2023: Oppenheimer
  - American Fiction
  - Barbie
  - The Color Purple
  - The Holdovers
  - Killers of the Flower Moon
  - Maestro
  - Past Lives
  - Poor Things
  - Saltburn